# Snoza (pszczelarstwo)

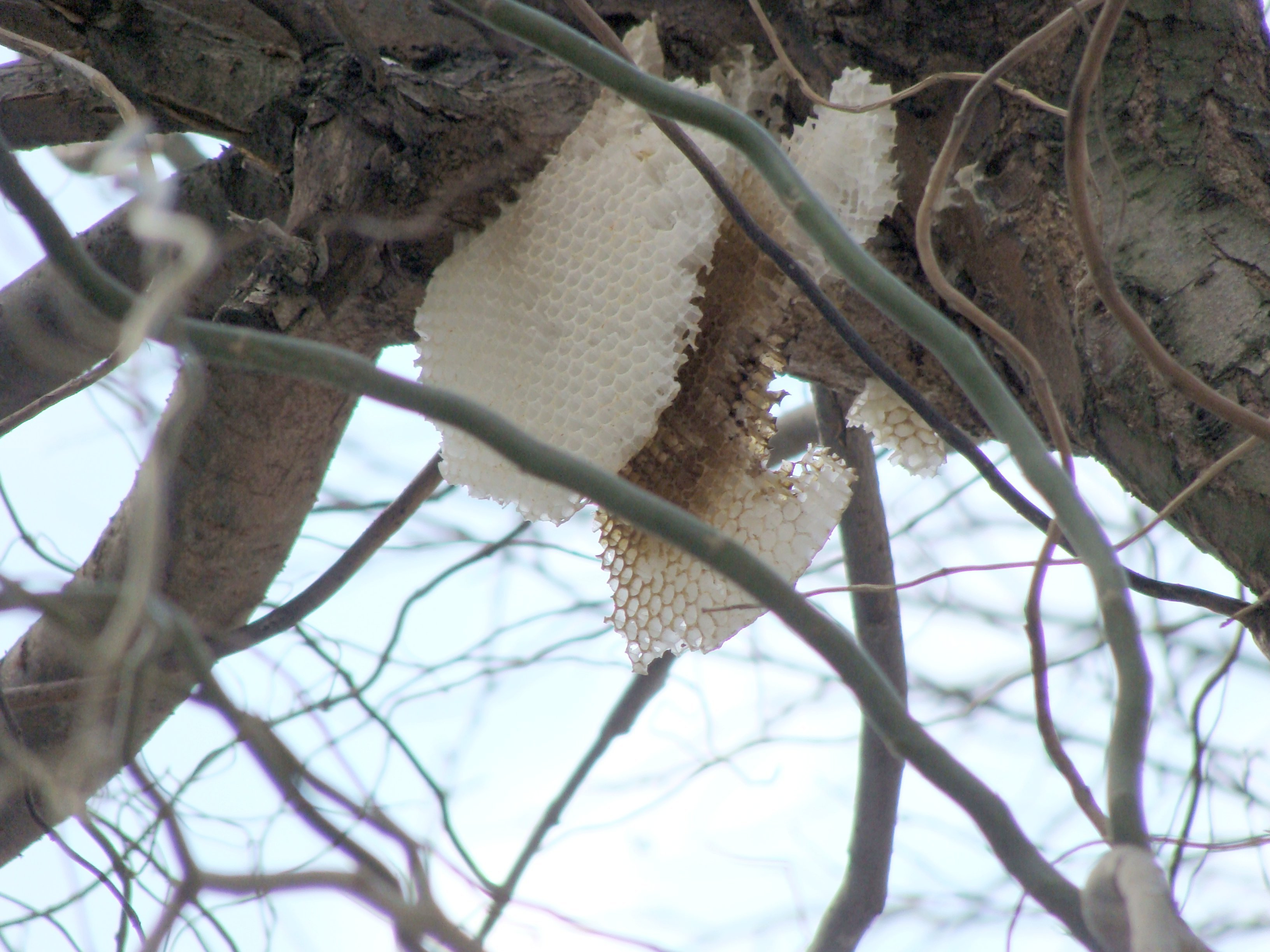
Ułożenie plastrów w naturze

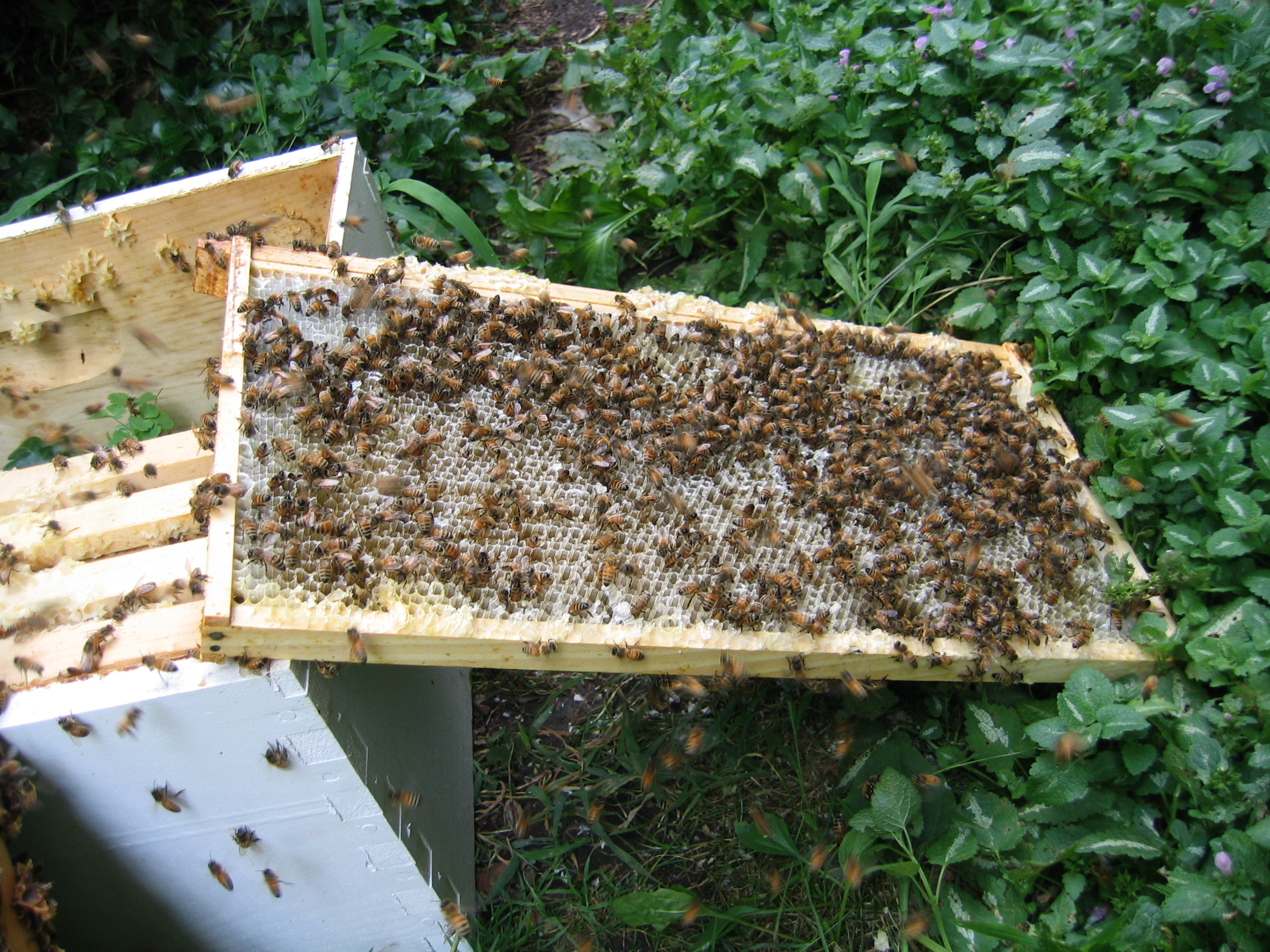
Proste snozy zostały zastąpione pełnymi ramkami

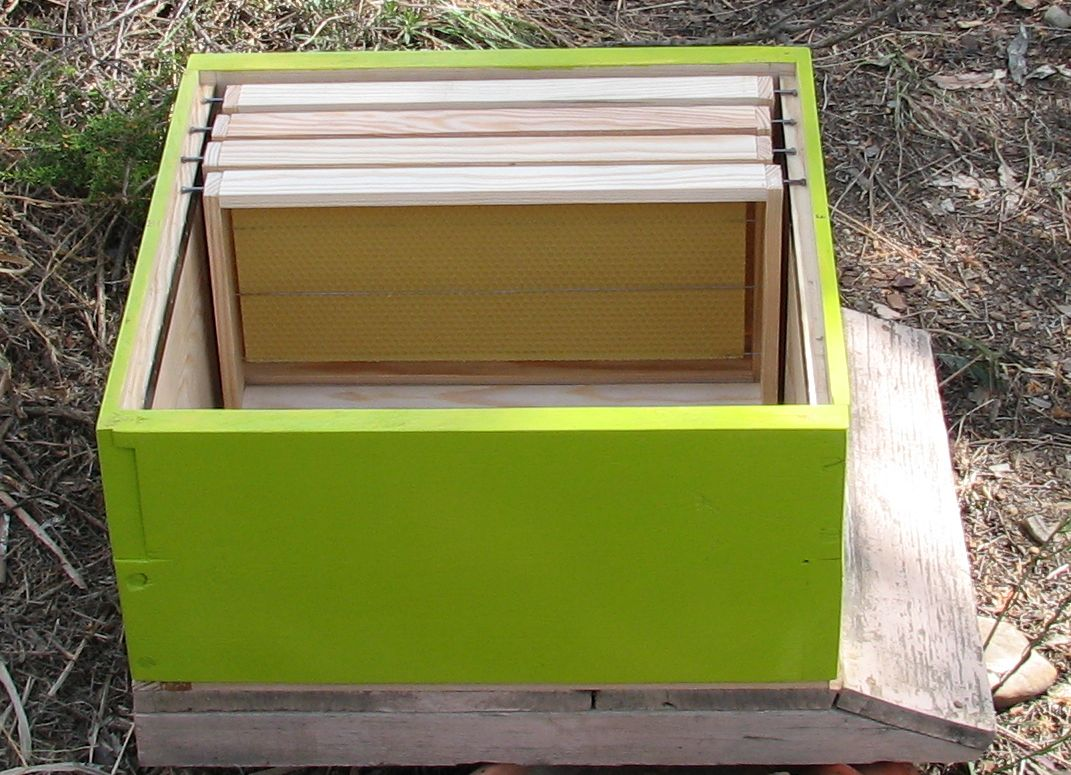
Mocowanie ramek w ulu

Snoza (od starop. snaze = ułatwienie lub snoza = osadzony w czymś drewniany patyk) – zastosowany w pszczelarstwie wynalazek księdza Jana Dzierżona. Była to drewniana listwa, wpuszczana w wycięcia w przeciwległych ścianach bocznych ula, zwanego szafkowym.
Po otwarciu tylnych drzwi (tak jak w szafce) uzyskiwało się dostęp do prowadnicy i możliwość wyjmowania plastrów pszczelich mocowanych na snozach (listewkach wyjmowanych niczym szuflada), ułożonych za sobą w odpowiedniej odległości. Przyczepione do ruchomych snoz plastry, łatwo można było wyjmować z ula, ocenić ilość miodu w komórkach, stan zdrowotny roju – a co ważne, nie niszczono przy tym wewnętrznej struktury ula, oszczędzając pszczołom niepotrzebnej pracy przy odbudowie komórek woskowych, a tym samym zwiększając czas przeznaczony na produkowanie miodu.
W 1845 r. ks. dr Jan Dzierżon opublikował zasady budowy ula, w którym początkowo:
- plastry wyciągane były do tyłu, po ewentualnym odcięciu nożem od ścian bocznych,
- do nowych snoz przyczepiane były fragmenty plastrów, stanowiące ich zaczątek zmuszający pszczoły do kontynuacji budowy na listwach, a nie między nimi,
- określił też (jako pierwszy) zasadę koniecznej odległości między plastrami (przestrzeń międzyplastrowa), definiowaną jako 1,5 cala między środkami sąsiednich snóz (na środku komórki jednej strony stykają się tylnymi ścianki z komórkami drugiej strony). Odległość międzyplastrowa została ustalona doświadczalnie.

W 1848 roku Dzierżon wprowadził rowki wycinane w bocznych ścianach ula, aby zastąpić mniej wygodne przybijane listewki do zawieszania snóz. Rowki te miały wymiary 8×8 mm – dokładnie średni wymiar między 1/4 i 3/8 cala. Wymiar 1/4–3/8 cala. W Ameryce ta przestrzeń została nazwana „bee space” (pszczela przestrzeń).
Pomysł Jana Dzierżona wprowadzenia wycięć tych wymiarów świadczy o tym, że wprowadził powyższe wymiary wcześniej, niż pierwsze ramki zostały skonstruowane właściwie. Pszczoła europejska wypełnia plastrem woskowym przestrzeń większą niż 3/8 cala, lub propolisem (kitem pszczelim) szczeliny poniżej 1/4 cala. Przestrzeń międzyplastrowa jest na koniec 2-krotnością minimalnej pszczelej przestrzeni (2 × 1/4 cala = 12,5 mm).
Ksiądz Jan Dzierżon stworzył pierwszy na świecie ul z ruchomą zabudową. Pracował nad udoskonaleniem idei snóz co najmniej od 1838 roku. Dwa prototypowe ule Dzierżona zachowały się i podjęto starania, by je wystawić na pokaz (prawdopodobnie w Łowkowicach lub Karłowicach).
Ule z ruchomymi plastrami rozprzestrzeniły się po całym świecie, choć same snozy zostały szybko zastąpione pełnymi ramkami (mocniejsze konstrukcyjnie) w efekcie powstały stosowane do dziś ule ramowe von Berlepscha (publikacja z maja 1852 r.) oraz Langstrotha (październik 1852, patent USA). Ule ramowej konstrukcji propagował i stosował także Dzierżon, który w rodzinnej wsi założył z bratankiem dużą pasiekę. W Polsce, wśród pszczelarzy z tradycjami, ule wciąż jeszcze bywają nazywane dzierżonami.
Obecnie snozy są stosowane w ulikach weselnych lub jako baza dla plastra ruchomego w pełnowymiarowych ulach korytkowych. W obydwu przypadkach wnętrze ula ograniczają ściany boczne skierowane ukośnie do środka (snozy układane są równolegle do ściany frontowej).

## Historia i znaczenie snozy
Od czasów starożytnych stosowano w Grecji lekko stożkowe ceramiczne donice układane poziomo w postaci muru. Około 1650 r. zauważono, prawdopodobnie przez przypadek, że w takiej donicy ustawionej pionowo, pszczoły nie przyklejają plastrów do ukośnych ścian bocznych. (Z natury plastry pszczele są budowane od góry (powałki) i kończone w linii pionowej zanim dotkną dna lub innej przeszkody.)
Tak zbudowane naturalnie ruchome gniazdo zamocowane jedynie do pokrywy donicy udoskonalono tnąc pokrywę w regularnych odstępach – zgodnie wzorem dostarczonym przez pszczoły. Od tamtego czasu próbowano skopiować odległości międzyplastrowe i przenieść gniazdo pszczół do graniastosłupu (preferencyjnie prostopadłościanu). Z różnych powodów odległości międzyplastrowe były niewłaściwe, a pszczoły przyklejały plastry do pionowych ścian graniastosłupów. Ul szafowy Dzierżona umożliwił stosunkowo łatwe odcinanie plastrów od ścian bocznych i praktyczne określenie odległości międzyplastrowej w komorze czerwienia (1845). Kolejne usprawnienia przez Jana Dzierżona snóz i wymiarów w ulu – jak opisane wyżej, doprowadziły do prawidłowo funkcjonujących ramek w 1852 r.